# Phyllonorycter clerotoma
Phyllonorycter clerotoma är en fjärilsart som först beskrevs av Edward Meyrick 1915.  Phyllonorycter clerotoma ingår i släktet guldmalar, och familjen styltmalar.
Artens utbredningsområde är Ecuador. Inga underarter finns listade i Catalogue of Life.